# فرانك مولر (منافس ألعاب قوى)
فرانك مولر (بالألمانية: Frank Müller)‏ هو منافس ألعاب قوى ألماني، ولد في 18 يونيو 1968 في Norden, Lower Saxony ‏ في ألمانيا.

## وصلات خارجية
- فرانك مولر على موقع الاتحاد الدولي لألعاب القوى (الإنجليزية)
- فرانك مولر على موقع أوليمبيديا (الإنجليزية)